# Melinoides angasmarcata
Melinoides angasmarcata là một loài bướm đêm trong họ Geometridae.